# ボツワナ・プレミアリーグ
ボツワナ・プレミアリーグ（英: Botswana Premier League）は、ボツワナサッカー協会（Botswana Football Association、略称:BFA）のもとで開催されるボツワナ最上位のサッカーリーグ。

## 概要
1966年に創設された。Be Mobileがスポンサーであり、これは、南アフリカのABSAプレミアシップに次ぐ、モバイルがスポンサーに付いているサッカーリーグである。

## 参加クラブ（2011-12シーズン）
| クラブ名                           | ホームタウン     |
| ---------------------------------- | ---------------- |
| ボツワナ・ディフェンス・フォースXI | ハボローネ       |
| ボツワナ・ミート・コミッション     | ロバツェ         |
| ECCOシティ・グリーンズ             | フランシスタウン |
| エクステンション・ガナーズ         | ロバツェ         |
| FC Satmos                          | セレビ・ピクウェ |
| ハボローネ・ユナイテッド           | ハボローネ       |
| ミセレイニアスSCセロウェ           | セロウェ         |
| モチュディ・センター・チーフス     | モチュディ       |
| モホディツァネ・ファイターズ       | モホディツァネ   |
| Motlakase Power Dynamos            | パラピエ         |
| ニコ・ユナイテッド                 | セレビ・ピクウェ |
| ノトワネ                           | ハボローネ       |
| ポリスXI                           | オツ             |
| TAFIC                              | フランシスタウン |
| タウンシップ・ローラーズ           | ハボローネ       |
| ウニアオ・フラメンゴ・サントス     | ハバネ           |

## 歴代優勝クラブ
- 1966: 不明
- 1967: ハボローネ・ユナイテッド
- 1968: 不明
- 1969: ハボローネ・ユナイテッド
- 1970: ハボローネ・ユナイテッド
- 1971-77: 不明
- 1978: ノトワネPG
- 1979: タウンシップ・ローラーズ
- 1980: タウンシップ・ローラーズ
- 1981: ボツワナ・ディフェンス・フォースXI
- 1982: タウンシップ・ローラーズ
- 1983: タウンシップ・ローラーズ
- 1984: タウンシップ・ローラーズ
- 1985: タウンシップ・ローラーズ
- 1986: ハボローネ・ユナイテッド
- 1987: タウンシップ・ローラーズ
- 1988: ボツワナ・ディフェンス・フォースXI
- 1989: ボツワナ・ディフェンス・フォースXI
- 1990: ハボローネ・ユナイテッド
- 1991: ボツワナ・ディフェンス・フォースXI
- 1992: LCSエクステンション・ガナーズ
- 1993: LCSエクステンション・ガナーズ
- 1994: LCSエクステンション・ガナーズ
- 1995: タウンシップ・ローラーズ
- 1996: ノトワネPG
- 1997: ボツワナ・ディフェンス・フォースXI
- 1998: ノトワネPG
- 1999: モホディツァネ・ファイターズ
- 1999-2000: モホディツァネ・ファイターズ
- 2000-01: モホディツァネ・ファイターズ
- 2001-02: ボツワナ・ディフェンス・フォースXI
- 2003: モホディツァネ・ファイターズ
- 2003-04: ボツワナ・ディフェンス・フォースXI
- 2004-05: タウンシップ・ローラーズ
- 2005-06: ポリスXI
- 2006-07: ECCOシティ・グリーンズ
- 2007-08: モチュディ・センター・チーフス
- 2008-09: ハボローネ・ユナイテッド
- 2009-10: タウンシップ・ローラーズ
- 2010-11: タウンシップ・ローラーズ
- 2011-12: モチュディ・センター・チーフス
- 2012-13: モチュディ・センター・チーフス
- 2013-14: タウンシップ・ローラーズ
- 2014-15: モチュディ・センター・チーフス
- 2015-16: タウンシップ・ローラーズ
- 2016-17: タウンシップ・ローラーズ
- 2017-18: タウンシップ・ローラーズ
- 2018-19: タウンシップ・ローラーズ
- 2019-20: ジュワネン・ギャラクシー
- 2020-21: 中止
- 2021-22: ハボローネ・ユナイテッド

## クラブ別優勝回数
| クラブ名                           | ホームタウン     | 回数 | 直近の優勝 |
| ---------------------------------- | ---------------- | ---- | ---------- |
| タウンシップ・ローラーズ           | ハボローネ       | 16   | 2018-19    |
| ハボローネ・ユナイテッド           | ハボローネ       | 7    | 2021-22    |
| ボツワナ・ディフェンス・フォースXI | ハボローネ       | 7    | 2003-04    |
| モチュディ・センター・チーフス     | モチュディ       | 4    | 2014-15    |
| モホディツァネ・ファイターズ       | ハボローネ       | 4    | 2003       |
| エクステンション・ガナーズ         | ロバツェ         | 3    | 1994       |
| ノトワネPG                         | ハボローネ       | 3    | 1998       |
| ECCOシティ・グリーンズ             | フランシスタウン | 1    | 2006-07    |
| ポリスXI                           | オツ             | 1    | 2005-06    |
| ジュワネン・ギャラクシー           | ジュワネン       | 1    | 2019-20    |

## 歴代得点王
| シーズン | 選手                                 | 所属                                              | 得点 |
| 2005-06  | Malepa "Chippa" Bolelang             | ECCOシティ・グリーンズ                            | 24   |
| 2006-07  | Pontsho ‘Piro’ Moloi                 | モチュディ・センター・チーフス                    | 22   |
| 2007-08  | Master Masitara Jerome Ramatlhakwane | ニコ・ユナイテッド モチュディ・センター・チーフス | 18   |
| 2008-09  | Master Masitara                      | ニコ・ユナイテッド                                | 27   |
| 2009-10  | Terrence Mandaza                     | タウンシップ・ローラーズ                          | 31   |

## 歴代年間最優秀選手
| シーズン | 選手                       | 所属                           |
| 2005-06  | Moemedi "Jomo" Moatlhaping | タウンシップ・ローラーズ       |
| 2006-07  | Malepa "Chippa" Bolelang   | ECCOシティ・グリーンズ         |
| 2007-08  | Oteng "Limkokwing" Moalosi | モチュディ・センター・チーフス |
| 2008-09  | Joel Phetogo               | ハボローネ・ユナイテッド       |
| 2009-10  | Kabelo Dambe               | タウンシップ・ローラーズ       |